# البطاخ
قرية البطاخ هي إحدى القرى التابعة لمركز المراغة بمحافظة سوهاج في جمهورية مصر العربية. حسب إحصاءات سنة 2006، بلغ إجمالي السكان في البطاخ 10933 نسمة، منهم 5744 رجل و5189 امرأة.